# Аканинский наслег
Аканинский наслег — сельское поселение в Нюрбинском районе Якутии Российской Федерации.
Административный центр — село Акана.

## История
Статус и границы сельского поселения установлены Законом Республики Саха (Якутия) от 30 ноября 2004 года N 173-З N 353-III «Об установлении границ и о наделении статусом городского и сельского поселений муниципальных образований Республики Саха (Якутия)».

## Население
| 2002 | 2010 | 2011 | 2012 | 2013 | 2014 | 2015 |
| ---- | ---- | ---- | ---- | ---- | ---- | ---- |
| 593  | ↘538 | ↗539 | ↘531 | ↘515 | ↘495 | ↘489 |
| 2016 | 2017 | 2018 | 2019 | 2020 | 2021 |      |
| ↗494 | ↗502 | ↘501 | ↘488 | →488 | ↗493 |      |

## Состав сельского поселения
| № | Населённый пункт | Тип населённого пункта       | Население |
| - | ---------------- | ---------------------------- | --------- |
| 1 | Акана            | село, административный центр | ↘396      |
| 2 | Чкалов           | посёлок                      | ↘30       |